# زایلن چیتم
زایلن چیتم (انگلیسی: Zylan Cheatham؛ زادهٔ ۱۷ نوامبر ۱۹۹۵) بازیکن بسکتبال اهل ایالات متحده آمریکا است.
وی در مسابقات کشوری و بین‌المللی در مجموع برندهٔ ۱ مدال برنز شده‌است.